# هوولبروک، نبراسکا
هوولبروک(به انگلیسی: Holbrook) شهری در ایالت نبراسکا کشور ایالات متحده آمریکا است که جمعیت آن در سرشماری سال ۲۰۱۰ میلادی، ۲۰۷ نفر بوده‌است.